# Бистра (Алба)
Бистра (рум. Bistra) насеље је у Румунији у округу Алба у општини Бистра. Oпштина се налази на надморској висини од 545 m.

## Прошлост
Аустријски царски ревизор Ерлер је 1774. године констатовао да место припада бистричком округу, Карансебешког дистрикта. Село има милитарски статус а становништво је било претежно влашко.

## Становништво
Према подацима из 2002. године у насељу је живело 5066 становника.

### Попис2002.
| Расподела становништва по националности 2002.‍ | Расподела становништва по националности 2002.‍ | Расподела становништва по националности 2002.‍ | Расподела становништва по националности 2002.‍ | Расподела становништва по националности 2002.‍ |
| --------------------------------------------- | --------------------------------------------- | --------------------------------------------- | --------------------------------------------- | --------------------------------------------- |
|                                               |                                               |                                               |                                               |                                               |
| Румуни                                        | Румуни                                        |                                               | 5.045                                         | 99,6%                                         |
| Роми                                          | Роми                                          |                                               | 20                                            | 0,4%                                          |

### Хронологија
| Година       | 1992 | 1993 | 1994 | 1995 | 1996 | 1997 | 1998 | 1999 | 2000 | 2001 | 2002 | 2003 | 2004 | 2005 | 2006 | 2007 | 2008 | 2009 | 2010 | 2011 | 2012 | 2013 | 2014 | 2015 | 2016 | 2017 |
| ------------ | ---- | ---- | ---- | ---- | ---- | ---- | ---- | ---- | ---- | ---- | ---- | ---- | ---- | ---- | ---- | ---- | ---- | ---- | ---- | ---- | ---- | ---- | ---- | ---- | ---- | ---- |
| Становништво | 5605 | 5547 | 5527 | 5522 | 5507 | 5489 | 5420 | 5375 | 5344 | 5296 | 5261 | 5301 | 5275 | 5248 | 5224 | 5189 | 5130 | 5092 | 5030 | 4965 | 4923 | 4907 | 4907 | 4856 | 4816 | 4771 |